# Estonia en los Juegos Olímpicos de Río de Janeiro 2016
Estonia estuvo representada en los Juegos Olímpicos de Río de Janeiro 2016 por un total de 45 deportistas que compitieron en 13 deportes. Responsable del equipo olímpico es el Comité Olímpico de Estonia, así como las federaciones deportivas nacionales de cada deporte con participación.
El portador de la bandera en la ceremonia de apertura fue el regatista Karl-Martin Rammo.

## Medallistas
El equipo olímpico de Estonia obtuvo las siguientes medallas:
| Nombre                                                | Deporte | Competición          |
| ----------------------------------------------------- | ------- | -------------------- |
| Oro                                                   |         |                      |
| —                                                     |         |                      |
| Plata                                                 |         |                      |
| —                                                     |         |                      |
| Bronce                                                |         |                      |
| Andrei Jämsä Allar Raja Tõnu Endrekson Kaspar Taimsoo | Remo    | Cuatro scull (M4X) M |